# Callorhinchus
Callorhinchus is een geslacht van kraakbeenvissen uit de familie van ploegneusdraakvissen.
Callorhinchus, de ploegneusdraakvis of olifantsvis, is het enige nog levende geslacht binnen de familie Callorhinchidae (soms gespeld als Callorhynchidae). Een paar uitgestorven geslachten die alleen bekend zijn van fossiele overblijfselen, worden erkend. Callorhinchus spp zijn qua vorm en gewoonten vergelijkbaar met andere draakvissen, maar onderscheiden zich door de aanwezigheid van een langwerpige, flexibele, vlezige snuit, met een vage gelijkenis met een ploegschaar. Ze komen alleen voor in de oceanen van het zuidelijk halfrond langs de oceaanbodem op modderige en zanderige ondergronden. Ze filteren voer, waarbij kleine tweekleppigen het grootste deel van hun voeding uitmaken. De ploegneusdraakvis legt eieren op de oceaanbodem die na ongeveer acht maanden uitkomen. Ze zijn momenteel geen mikpunt van pogingen tot instandhouding; ze kunnen echter vatbaar zijn voor overbevissing en trawlvisserij.

## Morfologie
Ploegneusdraakvissen variëren van ongeveer zeventig tot honderdvijfentwintig centimeter in totale lengte. Hun gebruikelijke kleur is zwart of bruin, en vaak een mengeling tussen beide. Hoewel de olifantsvis gemakkelijk te herkennen is aan de knotsachtige snuit, hebben ze verschillende andere onderscheidende kenmerken. Ze hebben grote borstvinnen, waarvan wordt aangenomen dat ze helpen om snel door het water te bewegen. Ze hebben ook twee ver uit elkaar geplaatste rugvinnen, die helpen bij het identificeren van de soort in de open oceaan. Voor elke borstvin bevindt zich een enkele kieuwopening. Tussen de twee rugvinnen bevindt zich een stekel en de tweede rugvin is aanzienlijk kleiner dan de meer voorste. De staartvin is verdeeld in twee lobben, waarvan de bovenste groter is. De ogen, hoog op het hoofd geplaatst, zijn vaak groen van kleur. De snuit wordt gebruikt om de zeebodem te onderzoeken op zoek naar de ongewervelde dieren en kleine vissen waarop hij jaagt. De rest van het lichaam is plat en samengedrukt, vaak beschreven als langwerpig. De bek bevindt zich net onder deze snuit en de ogen bevinden zich hoog boven op de kop. Ze hebben brede, platte tanden die zijn aangepast aan deze eetgewoonte, twee paar in de bovenkaak en één paar in de onderkaak. Naast het gebruik voor voeding, kunnen de rompen van de Callorhinchus-vissen beweging en elektrische velden waarnemen, waardoor ze hun prooi kunnen lokaliseren.

## Fylogenie
Fylogenetisch gezien zijn ze de oudste groep levende Chondrichthyes met kaken. Ze hebben hetzelfde kraakbeenachtige skelet als bij haaien, maar worden beschouwd als Holocephali om ze te onderscheiden van de haaien- en roggencategorisatie. Hierdoor vormen ze een nuttig onderzoeksorganisme voor het bestuderen van de vroege ontwikkeling van het kaakkenmerk. Van de Chondrichthyes heeft Callorhinchus het kleinste genoom. Daarom is voorgesteld dat het wordt gebruikt voor volledige genoomsequencing om de klasse van kraakbeenvissen weer te geven. Ze worden beschouwd als een kruising tussen een haai en een rog of vleet, maar kunnen van haaien worden onderscheiden omdat ze een operculum over hun kieuwspleten hebben. Bovendien is hun huid glad, niet bedekt met harde schubben, kenmerkend voor de haai. Terwijl de kaak van de haai losjes aan de schedel is bevestigd, verschillen de familie Callorhinchidae doordat hun kaken aan hun schedels zijn versmolten. Velen classificeren de Callorhinchidae als een chimaere soort vanwege hun gedeelde kenmerken van zowel de haaien als de roggen.

## Verspreiding
Leden van dit geslacht zijn allemaal te vinden in subtropische en gematigde wateren op het zuidelijk halfrond:
- Callorhinchus callorynchus leeft in de zuidelijke Zuid-Amerikaanse wateren, variërend van Vuurland in het noorden tot Peru (in de Stille Oceaan) en Zuid-Brazilië (in de Atlantische Oceaan). Er wordt het hele jaar door op gevist in de wateren voor de kust van Brazilië en Argentinië.
- Callorhinchus capensis wordt gevonden in de oceanen voor zuidelijk Afrika, inclusief Namibië en Zuid-Afrika.
- Callorhinchus milii wordt gevonden in de zuidwestelijke Stille Oceaan nabij de kusten van Australië en Nieuw-Zeeland in warmere, meer gematigde wateren. Toch verblijven de zeeolifanten in deze gematigde wateren op het koelere continentale plat. Tijdens de lente en de zomer migreert Callorhinchus milii naar estuaria en kustbaaien om te paren.

## Fysiologie
De verhouding tussen hersenen en lichaam is hoger dan die van een mens. In vergelijking met mensen heeft het een groter cerebellum dan de voorhersenen. Zijn zicht is erg slecht en de elektrische waarnemingszintuigen van de snuit worden voornamelijk gebruikt om voedsel te vinden. Zowel de bloedsomloop als het endocriene systeem zijn vergelijkbaar met vergelijkbare gewervelde dieren, waarschijnlijk vanwege de vroege homologe structuren die de Callorhinchidae bezitten ten opzichte van de andere Chondrichthyes.

## Eetpatroon
De Callorhinchidae zijn overwegend filtervoeders, die zich voeden door middel van het zandige sediment van de oceaanbodems of het continentaal plat. Het grote uitsteeksel van de snuit helpt bij deze taak. Hun voedingspatroon bestaat uit weekdieren, meer specifiek kokkels. Daarnaast is aangetoond dat de Callorhinchidae zich ook voeden met ongewervelde dieren zoals kwallen of kleine octopussen. Ze worden geacht niet in staat te zijn om beenvissen te eten, omdat ze de snelheid van de beenvis niet kunnen bijhouden.

## Voortplanting
De Callorhinchidae zijn eierleggend. Paring en paaien gebeuren tijdens de lente en vroege zomer. Mannetjes hebben de kenmerkende klauwen bij de bekkenvin die bij haaien worden gezien, en deze worden gebruikt om de gameten te vervoeren. Ze migreren naar meer ondiepe wateren om te paaien. Ook wordt een knotsachtig uitsteeksel van het hoofd gebruikt om het vrouwtje vast te houden tijdens het paren. De eieren bestaan uit keratine en worden gelegd op het modderige sediment van de oceaanbodem, meestal in ondieper water. In het begin heeft het ei een goudgele kleur, maar dit verandert vlak voor het uitkomen in bruin en uiteindelijk in zwart. De gemiddelde tijd in het ei is acht maanden en het embryo gebruikt de dooier voor alle voeding. Eenmaal uitgekomen, gaan de jongen instinctief naar dieper water. De eierdoosjes zijn lang en plat en lijken op stukjes zeewier.

## Visserij en pogingen tot instandhouding
Momenteel wordt er geen moeite gedaan om de familie Callorhinchidae te behouden, maar er wordt in Zuid-Amerika zwaar op de soort gevist. Hierdoor zijn ze buitengewoon vatbaar voor overbevissing. Het grootste risico voor deze soort is trawlvisserij of netvissen. Met deze methode worden grote aantallen snel gepakt. Eenmaal gevangen, wordt de vis verkocht als witvis of trompetvisfilets. De meest voorkomende exportlocatie is Australië. Volgens de IUCN worden de drie bestaande soorten Callorhinchidae allemaal vermeld als minst zorgwekkend, aangezien ze algemeen blijven. Hoewel er vangstquota gelden in Australië en Nieuw-Zeeland, is dit het verste dat de pogingen tot instandhouding omvat. Zelden worden ze gevangen om in aquaria te worden geplaatst, maar dit komt veel minder vaak voor dan vissen op voedsel.

## Soorten
- Callorhinchus callorynchus (Linnaeus, 1758
- Callorhinchus capensis Duméril, 1865 – Kaapse olifantzeerat
- Callorhinchus milii Bory de Saint-Vincent, 1823 – Spookhaai